# Robert M. Price
Robert McNair Price (Jackson, 7 de julio de 1954) es un teólogo y escritor estadounidense, conocido por poner en duda la existencia de un Jesús histórico (la teoría del mito de Jesús). Enseñó filosofía y religión en el Seminario Teológico Johnnie Colemon. Es profesor de Crítica Bíblica en el Center for Inquiry Institute (instituto del Centro de Investigación) y autor de varios libros sobre teología e historicidad de Jesús.
Exministro bautista, fue editor de la revista Journal of Higher Criticism (‘Revista de Crítica Avanzada’) desde 1994 hasta el fin de la publicación en 2003. También ha escrito extensamente sobre los mitos de Cthulhu, un "universo compartido" creado por el escritor H. P. Lovecraft. También coescribió un libro con su esposa, Carol Selby Price: Mystic rhythms: the philosophical vision de Rush (1999), acerca de la banda de rock Rush.
Price es miembro del Seminario Jesús, un grupo de ciento cincuenta escritores y académicos que estudian la historicidad de Jesús. Ha organizado una comunidad web para aquellos interesados en la historia del cristianismo, y pertenece al consejo consultivo de la Secular Student Alliance (Alianza Secular Estudiantil). Es un escéptico religioso, especialmente de las creencias cristianas ortodoxas, ocasionalmente describiéndose a sí mismo como un ateo cristiano.

## Síntesis biográfica
Price nació en la ciudad de Jackson en 1954 y se trasladó con su familia a Nueva Jersey en 1964. En 1978 obtuvo una maestría en «Estudios Teológicos del Nuevo Testamento» en el Seminario Teológico Gordon-Conwell.  En 1981 obtuvo su doctorado en Teología Sistemática (en la Universidad de Drew) y en 1991 obtuvo otro doctorado en Nuevo Testamento. Fue pastor de la Primera Iglesia Bautista en la ciudad de Montclair (Nueva Jersey).  Ha sido profesor de Religión en la universidad Mount Olive College, profesor de Teología y Estudios Bíblicos en el seminario teológico Johnnie Colemon y profesor de Crítica Bíblica en el Center for Inquiry Institute (situado en Amherst).

## Escrituras religiosas
Price afirma que el cristianismo es una síntesis historizada de mitologías principalmente egipcias, judías y griegas.
Price cuestionó la historicidad de Jesús en una serie de libros, incluidos Deconstructing Jesus (2000), The incredible shrinking Son of Man (2003), Jesus is dead (2007) y The Christ-myth theory and its problems. También aborda ese tema en sus contribuciones al libro The historical Jesus: five views (2009), en las que reconoce que se opone a la opinión mayoritaria de los eruditos, pero advierte en contra de intentar resolver el problema mediante la falacia de «apelar a la mayoría».  Price cuestiona el literalismo bíblico y aboga por un enfoque más escéptico y humanista del cristianismo.
Price no ve en el Documento Q una fuente confiable para el Jesús histórico, simplemente porque ese texto muestra en todas partes un sabor cínico, que representaría una escuela de pensamiento más que necesariamente la enseñanza de una sola persona. Subraya que fuera del Nuevo Testamento hay un número muy pequeño de fuentes antiguas (Tácito, por ejemplo) que podrían atestiguar que Jesucristo fue una persona que realmente vivió. Sin embargo, Price señala que ―aun suponiendo que estas referencias fueran auténticas―, se refieren más a las opiniones de los seguidores del cristianismo que vivían en el siglo II y III, y no demuestran que Jesús fuera contemporáneo de esos escritores.
Price sostiene que si se aplicara una metodología crítica con una coherencia despiadada, uno queda en completo agnosticismo con respecto a la historicidad de Jesús.

Podría haber existido un Jesús histórico, pero a menos que alguien descubra su diario o su esqueleto, nunca lo sabremos.
Robert M. Price

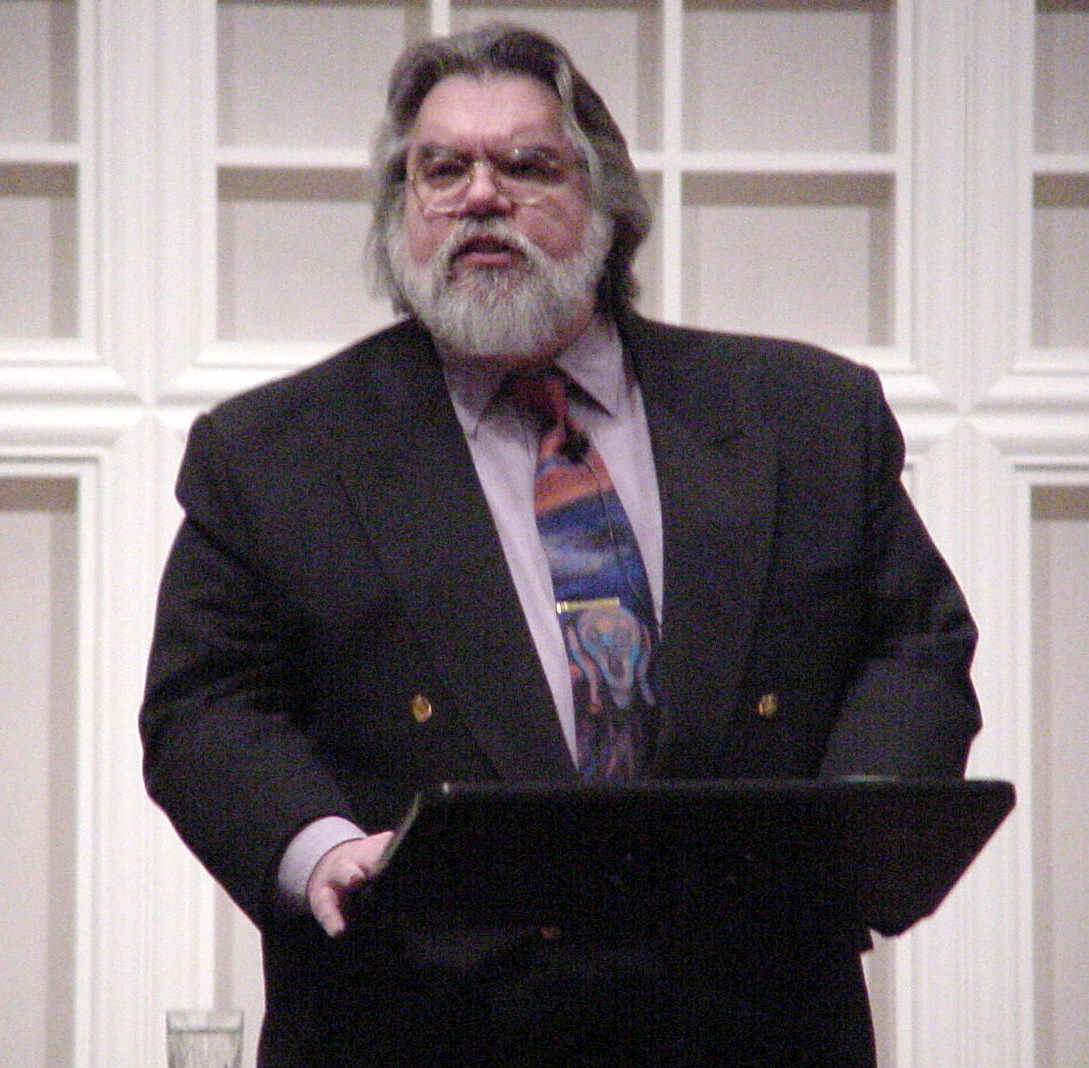
Robert Price dando una conferencia.

Su postura es de completo agnosticismo:

Si detrás de los evangelios de Cristo realmente hubo un Jesús histórico, nunca podrá ser recuperado. Si alguna vez existió un Jesús histórico, ya no existe más.
Robert M. Price en un debate público de 1997

Él ve a Jesús de Nazaret como una figura inventada conforme al arquetipo del héroe mítico.
En el documental The god who wasn't there (‘El dios que no estaba allí’), Price apoya una versión de la teoría del mito de Cristo, sugiriendo que los primeros cristianos adoptaron el modelo de la figura de Jesús a partir de los mitos mediterráneos del héroe salvador que muere y renace, como el mito de Dioniso. Sostiene que esas comparaciones eran conocidas en la antigüedad, ya que Justino Mártir (uno de los «padres de la iglesia»), admitió esas similitudes. Price sugiere que los cristianos desde el siglo II y III simplemente adoptaron las leyendas contemporáneas de dioses que resucitaban de la muerte, y los complementaron con otros temas (como el escapar de una cruz romana, la tumba vacía, los niños perseguidos por un tirano, etc.) provenientes de leyendas populares de la época para terminar desarrollando las narraciones acerca de Cristo.
Price señala que los historiadores de la antigüedad clásica se acercaron a personajes míticos como Heracles rechazando la parte sobrenatural de sus leyendas, y suponiendo obstinadamente que en la raíz de la leyenda se encontraba oculta una «verdadera figura histórica». Price describe esta postura general como evemerismo, y sostiene que la mayor parte de la investigación histórica de Jesús en la actualidad es también evemerista.  Price sostiene que Jesús es como cualquier otra figura mítica antigua, en que no parece haber sobrevivido ninguna información mundana secular.  Por consiguiente, Jesús también debe ser considerado como una figura mítica.  Sin embargo, Price admite cierta incertidumbre en este sentido.  En la conclusión de su libro Deconstructing Jesus (‘Deconstruyendo a Jesús’, del año 2000), escrfibió: «Puede haber existido una figura real, pero simplemente no hay manera de estar seguro».
En Desconstruyendo a Jesús, Price señala:

Lo que una reconstrucción de Jesús deja de lado, la siguiente reconstrucción la toma y la convierte en su piedra angular. Los Evangelios simplemente le ponen demasiados sombreros a Jesús: exorcista, curandero, rey, profeta, sabio, rabino, semidiós, etc. El Jesucristo del Nuevo testamento es una figura compuesta [...]
El Jesús histórico ―si es que existió― bien podría haber sido un rey mesiánico o un fariseo progresista o un chamán galileo o un sabio helenístico o un mago, pero no puede haber sido todos ellos al mismo tiempo.
What one Jesus reconstruction leaves aside, the next one takes up and makes its cornerstone. Jesus simply wears too many hats in the Gospels―exorcist, healer, king, prophet, sage, rabbi, demigod, and so on. The Jesus Christ of the New Testament is a composite figure [...]
The historical Jesus (if there was one) might well have been a messianic king, or a progressive Pharisee, or a Galilean shaman, or a Hellenistic sage, or a magus. But he cannot very well have been all of them at the same time.
Robert M. Price

Price también afirma:

No estoy tratando de decir que hubo un origen único del salvador cristiano Jesucristo, ni que ese origen es mito puro: más bien digo que tal vez puede haber existido tal mito y que, si es así, finalmente fluyó junto con otras imágenes de Jesús, algunas de las cuales pueden haber estado basadas en un Jesús de Nazaret histórico.
Robert M. Price

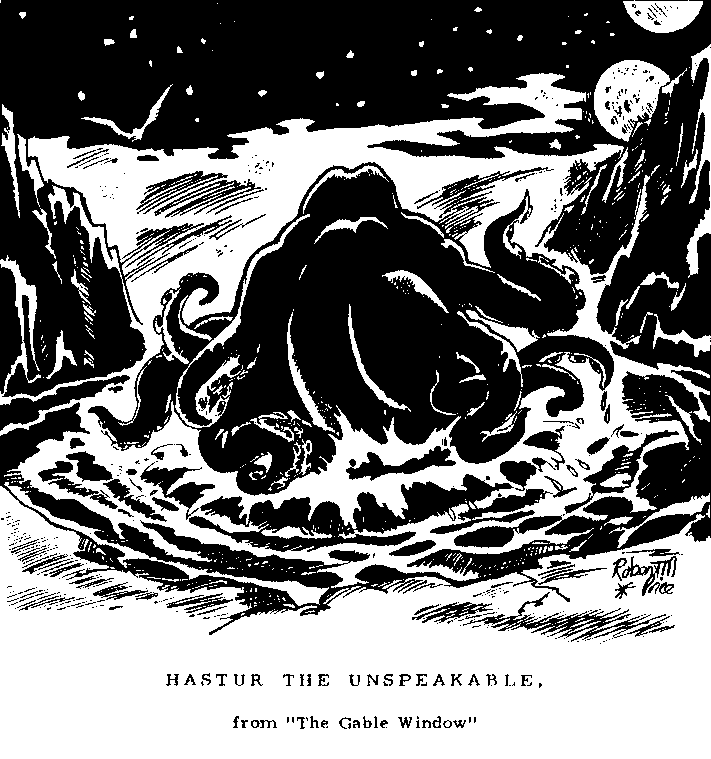
Robert M. Price ha trabajado como ilustrador. Hastur the Unspeakable (1982), ilustración de Robert M. Price para el cuento The Gable Window, de August Derleth, publicado en la revista Crypt of Cthulhu, n.º 6 (el número de August Derleth), noche de San Juan de 1982.

En una discusión sobre el evemerismo, Price afirma con cautela que, en última instancia, en la raíz de la religión cristiana podría existir «una verdadera figura histórica».  Ese personaje (del que no detecta ninguna información mundana o secular sobreviviente) habría sido finalmente transformado en un dios mediante una apoteosis.    
Price cita relatos de que Jesús podría haber sido crucificado bajo Alejandro Janneo (que reinó en el 83 d. C.) o en sus 50 años por Herodes Agripa I (10 a. C.-44 d. C.) bajo el gobierno del emperador Claudio (entre el 41 y el 54). Price sostiene que estas «fechas variables podrían ser el residuo de varios intentos de anclar un Jesús originalmente mítico o legendario dentro de una historia real más o menos contemporánea».
Price sostiene que la teoría del mito de Cristo tiene tres puntos clave:
- En las fuentes seculares ―no cristianas― no hay ninguna mención de un Jesús que obrara milagros; Price afirma que Eusebio fabricó el Testimonium Flavianum.[19]

- Las epístolas, escritas antes que los evangelios, no proporcionan evidencia de un Jesús histórico reciente. Todo lo que se puede extraer de las epístolas ―argumenta Price―, es que un Jesucristo hijo de Dios, vivió en un reino celestial, que allí murió como un sacrificio por los pecados humanos, y que fue resucitado por Dios y entronizado en el cielo.[20]

- La narración de Jesús es paralela a los mitos de Oriente Medio sobre los dioses que mueren y resucitan: Price nombra como ejemplos a Baal, Osiris, Attis, Adonis y Tammuz, los cuales sobrevivieron a los períodos helenístico y romano e influyeron así en los primeros cristianos del siglo II y III. Alega que los apologistas cristianos han intentado minimizar estos paralelos.[21]

Price afirma que los detalles de los evangelios deben de haber sido desarrollados mediante una reescritura midrásica (hagadá), de Homero (siglo VIII a. C.), de la tragedia Las bacantes de Eurípides (409 a. C.), de Flavio Josefo (37-100) y de la Septuaginta (la traducción del Antiguo testamento en el siglo III).  Como miembro del Proyecto Jesús, Price también publicó esta idea en un artículo en el que él contribuyó, «The quest of the mythical Jesus» (‘La búsqueda del Jesús mítico’):

Después de estudiar muchas investigaciones previas acerca de la cuestión [de Jesús], se puede demostrar que prácticamente cada una de las historias de los Evangelios y de los Hechos son muy probablemente una reescritura cristiana del material proveniente
de Homero (siglo VIII a. C.),
de la tragedia Las bacantes de Eurípides (409 a. C.),
de Flavio Josefo (37-100) y
de la Septuaginta...
En tal caso, un origen literario es siempre preferible a un origen histórico. Y esa es la elección que tenemos que hacer en prácticamente cada caso de la narración del Nuevo testamento. Recomiendo al lector interesado la lectura de mi ensayo «La narrativa del Nuevo Testamento como un midrás del Antiguo Testamento», publicado en Jacob Neusner y Alan Avery-Peck (editores): Enciclopedia del Midrash. Por supuesto, he dependido aquí de muchas excelentes obras de Randel Helms, Thomas L. Brodie, John Dominic Crossan, y otros. Ninguno de ellos ha llegado tan lejos como he llegado yo. Es solo que al hacer el recuento de las historias de los Evangelios sentí que cada erudito había trazado de manera convincente un prototipo literario anterior, hasta que me di cuenta de que prácticamente no había nada. Ninguno trató de analizar el carácter ficticio de toda la tradición, y cada uno ofrecía algunos casos que encontré arbitrarios e inverosímiles. Sin embargo, el trabajo de todos, al ser combinado, militó hacia una historia totalmente ficticia de Jesús. [...]

Alguna vez puede haber existido un Jesús histórico, pero para nosotros ya no existe. Si existió, se ha perdido para siempre detrás de los vitrales del santo mito. Por lo menos, ese es el estado actual de la evidencia tal como yo la veo.
I realized, after studying much previous research on the question [of Jesus], that virtually every story in the gospels and Acts can be shown to be very likely a Christian rewrite of material from Homer, Euripides' Bacchae, Josephus, and the Septuagint. [...]

A literary origin is always to be preferred to an historical one in such a case. And that is the choice we have to make in virtually every case of New Testament narrative. I refer the interested reader to my essay "New Testament Narrative as Old Testament Midrash," in Jacob Neusner and Alan Avery-Peck, eds., Encyclopedia of Midrash. Of course I am dependent here upon many fine works by Randel Helms, Thomas L. Brodie, John Dominic Crossan, and others. None of them went as far as I am going. It is just that as I counted up the gospel stories I felt each scholar had convincingly traced back to a previous literary prototype, it dawned on me that there was virtually nothing left. None tried to argue for the fictive character of the whole tradition, and each offered some cases I found arbitrary and implausible. Still, their work, when combined, militated toward a wholly fictive Jesus story. [...]
There may once have been an historical Jesus, but for us there is one no longer. If he existed, he is forever lost behind the stained glass curtain of holy myth. At least that's the current state of the evidence as I see it.
Robert M. Price